# Дебора Ґрей
Дебора Кліланд Ґрей (англ. Deborah Cleland Grey; нар. 1 липня 1952) — канадська політикиня, колишня депутатка парламенту від округів Бівер-Рівер, а потім Едмонтон-Норт провінції Альберта, спочатку під прапором Реформістської партії Канади, потім під прапором Канадського альянсу (вона ненадовго залишила фракцію Альянсу, щоб сформувати Представницьку демократичну фракцію, перш ніж знову приєднатися до фракції Альянсу) аж до створення Консервативної партії Канади, членом якої вона була до кінця своєї політичної кар'єри.

## Життєпис
Дебора Ґрей народилась у Ванкувері, вивчала соціологію, англійську мову та педагогіку в Біблійному інституті Беррард-Інлет, Трініті-Вестерн-коледжі та в Університеті Альберти. Потім вона працювала вчителькою в кількох сільських громадах Альберти до 1989 року, коли перемогла на додаткових виборах у Бівер-Рівер, оголошених після смерті депутата від Прогресивно-консервативної партії Джона Дамера. Вона стала першою жінкою-депутатом від Реформістської партії Канади.
Вона залишалася єдиною обраною представницею партії до федеральних виборів 1993 року, на яких Партія реформ здобула 52 місця в Палаті громад. Після цих виборів вона обіймала посаду голови фракції та заступника лідера Палати представників до березня 2000 року, коли Партія реформ об'єдналася з Канадським альянсом. У березні 2000 року Престон Меннінґ пішов у відставку з посади лідера офіційної опозиції, щоб проводити кампанію за лідерство в Канадському альянсі. Після цього Ґрей була призначена тимчасовою головою Альянсу і стала першою жінкою, яка обійняла посаду лідерки офіційної опозиції. Вона залишалася на цій посаді до вересня 2000 року, коли Стоквелл Дей, обрана лідеркою Альянсу, була обрана до Палати громад. Після цього вона відновила свої посади голови фракції та заступника лідера Палати представників.
Ґрей пішла з цих посад 24 квітня 2001 року на знак протесту проти лідерства Стоквелл Дей. У липні вона разом з одинадцятьма іншими депутатами, включаючи Чака Штраля, покинула фракцію Канадського альянсу та створила фракцію Демократичної реформи. У вересні наступного року CDR сформувала коаліцію з Прогресивно-консервативною партією Канади, а Ґрей обійняла посаду голови фракції PC-CDR.
У квітні 2002 після обрання Стівена Гарпера лідером Альянсу, Ґрей повернулася до фракції Альянсу. У грудні 2003 року Альянс та ПК партія ратифікували угоду про об'єднання двох партій у Консервативну партію Канади, і Ґрей приєдналась до цього процесу.
На федеральних виборах 2004 року її виборчий округ було скасовано, і вона оголосила про свій відхід з політики. Невдовзі після виходу на пенсію вона опублікувала свою автобіографію «Ніколи не відступай, ніколи не пояснюй, ніколи не вибачайся: моє життя та моя політика».
Під час федеральних виборів 2006 року вона очолювала консервативну кампанію в Західній Канаді. Саме під час цих виборів Стівен Гарпер став прем'єр-міністром Канади.
Ґрей одружена з Льюїсом Ларсоном, вони одружилися 7 серпня 1993 року.

## Зовнішні посилання
- http://www.debgrey.com| Словники та енциклопедії | Prabook                                                                                           |
| Довідкові видання        | NNDB · OpenSanctions                                                                              |
| Нормативний контроль     | FAST: 1600776 · Freebase: /m/02329d · ISNI: 0000000074238573 · LCCN: n2004036172 · VIAF: 63397788 |